# Cebara
Cebara je naseljeno mjesto u općini Tomislavgrad, Federacija Bosne i Hercegovine, BiH.

## Stanovništvo

### 1991.
Nacionalni sastav stanovništva 1991. godine, bio je sljedeći:
ukupno: 139
- Hrvati - 139 (100%)

### 2013.
Nacionalni sastav stanovništva 2013. godine, bio je sljedeći:
ukupno: 222
- Hrvati - 222 (100%)